# Earth Observing-3

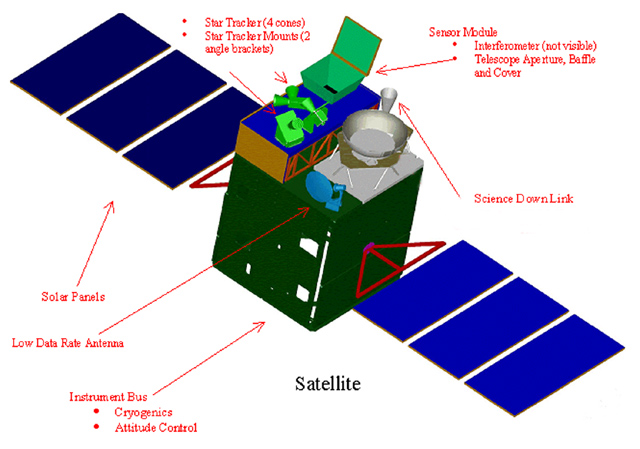
Concepção artística do satélite Earth Observing 3.

Earth Observing 3 (EO3), também conhecido como GIFTS-IOMI, foi uma missão proposta pela NASA para o Programa Novo Milênio, em conjunto com o Office of Naval Research do Departamento da Marinha dos Estados Unidos.
GIFTS-IOMI, sigla de "Geosynchronous Imaging Fourier Transform Spectrometer — Indian Ocean METOC Imager" foi o instrumento selecionado pela NASA como o instrumento de observação climática do EO3.
O projeto EO3 foi encerrado com o cancelamento do "Programa Novo Milênio" em 2008.